# خافيير نونيز
خافيير نونيز (بالإسبانية: Javier Núñez Molano)‏ هو سباح إسباني، ولد في 23 أبريل 1983.

## وصلات خارجية
- خافيير نونيز على موقع الاتحاد الدولي للسباحة (الإنجليزية)
- خافيير نونيز على موقع SwimRankings.net (الإنجليزية)
- خافيير نونيز على موقع اللجنة الأولمبية الدولية (الإنجليزية)
- خافيير نونيز على موقع أوليمبيديا (الإنجليزية)
- خافيير نونيز على موقع اللجنة الأولمبية الإسبانية (الإسبانية)